# Xyris scabridula
Xyris scabridula är en gräsväxtart som beskrevs av Alfred Barton Rendle. Xyris scabridula ingår i släktet Xyris och familjen Xyridaceae. Inga underarter finns listade i Catalogue of Life.